# فروهل
نام فُروهِل اولین بار در شاهنامه در جنگ دوازده رخ برده می شود. وی هماورد زنگله تورانی می باشد.
فروهل چون از دور زنگله را دید کمان برکشید و او را تیرباران کرد بعد خدنگی به رانش زد و او را از اسب بر زمین انداخت و سر از تنش برید.
| چهارم فروهل بد و زنگله      |  | دو جنگی بکردار شیر یله    |
| بدایران نبرده به تیر و کمان |  | نبد چون فروهل دگر بی گمان |